# Gouverneurswahl in New York 1810
Die Gouverneurswahl in New York von 1810 fand im April 1810 statt, wo der Gouverneur und der Vizegouverneur von New York gewählt wurden.

## Kandidaten
Für die Demokratisch-Republikanische Partei trat Daniel D. Tompkins zusammen mit John Broome an. Für die Föderalisten trat Jonas Platt zusammen mit Nicholas Fish an.

## Ergebnis
| Bild   | Kandidat           | Partei                    | Stimmen | Stimmen  |
| Bild   | Kandidat           | Partei                    | Anzahl  | Prozent  |
| ------ | ------------------ | ------------------------- | ------- | -------- |
|        | Daniel D. Tompkins | Demokratisch-Republikaner | 43.094  | 54,15 %  |
|        | Jonas Platt        | Föderalisten              | 36.484  | 45,85 %  |
| Gesamt | Gesamt             | Gesamt                    | 79.578  | 100,00 % |